# Samostalna uskočka satnija
Samostalna uskočka satnija, hrvatska vojna postrojba posebne namjene iz Osijeka.
Osnovao ju je jeseni 1991. Ivica Krnjak. Pripadnici su bili mlađi vojnici, većinom dragovoljni. Uglavnom su bili iz Krnjakova kraja, Našica, no bilo je ih iz Vinkovaca, Bosne i Dalmacije. Postrojba je imala tajne diverzantske zadaće. Jeseni 1991. preodjeveni u odore vojnika i časnika JNA odlazili u izviđačke i diverzantske akcije na okupirane teritorije i u unutarnjost Vojvodine. U Osijeku su se bavili petom kolonom. Krajem 1991. odlučio su se za smjelu diverzantsku akciju, akciju Batinski most, koji su tom akcijom trebali srušiti i odsjeći srpske postrojbe od Srbije. Akcija nije uspjela, dio je pripadnika poginuo, dio zarobljen i taj je dio skupine ostao poznat kao somborska skupina.